# Septoria caricinella
Septoria caricinella är en svampart som beskrevs av Sacc. & Roum. 1884. Septoria caricinella ingår i släktet Septoria och familjen Mycosphaerellaceae.   Inga underarter finns listade i Catalogue of Life.